# Bradley E. Schaefer
Bradley E. Schaefer es un profesor de astrofísica y astronomía en la Universidad Estatal de Luisiana. Recibió su doctorado en 1983 del Instituto Tecnológico de Massachusetts. Fue el creador del MIT Mystery Hunt en 1981, una competición de resolución de puzles que existe aún hoy en día.
Ha investigado en el campo de fotometría de explosiones, consiguiendo resultados interesantes para la cosmología. También ha investigado acerca de la variabilidad atmosférica de Plutón.
En el 2005, en un encuentro de la Sociedad Astronómica Estadounidense en San Diego, California, informó acerca de un vínculo potencial entre el catálogo de estrellas de Hiparco y una escultura llamada Atlas Farnesio, en la cual se muestran las constelaciones vistas desde la Tierra; examinando estas constelaciones, Schaefer se dio cuenta de que están posicionadas tal y como hubieran estado en la época de Hiparco, por lo que concluyó que el trabajo de Hiparco sirvió de referencia para la estatua, aunque algunos astrónomos discrepan.

## Premios
En el 2007, fue galardonado con el Premio Gruber de cosmología y una suma de 500 000$ como parte del Proyecto Cosmológico de Supernovas por el descubrimiento de energía oscura. En octubre de 2011, su trabajo fue galardonado con el Premio Nobel de Física, pero fue entregado a la cabeza del Proyecto Cosmológico de Supernovas. En 2010 ganó el premio de la Facultad Distinguida LSU como reconocimiento de la excelencia en enseñanza e investigación.